# Nightclubbing
A Nightclubbing Grace Jones amerikai énekesnő 1981-ben megjelent ötödik nagylemeze. Műfaja: new wave és disco, kiadója az Island Records. A felvételek és a keverés a Bahamákon, a Nassauban található Compass Point Studiosban készültek. Ez a második album abból a három nagylemezből, melyeket Jones a Compass Point Studiosban készített. A Nightclubbing nagy szakmai és közönségsiker volt, amely az énekesnőt az elismert előadóművészek sorába emelte. A tekintélyes angol szaklap, a New Musical Express – amely annak idején oly gúnyosan írt a Portfolióról – a Nightclubbingról azt írta: „Tökéletes”, és a lemezt az év albumának választották.

## Háttér-információk
Az LP címadó dala Iggy Pop egyik dalának feldolgozása, amely eredetileg David Bowie szerzeménye. A lemezen ezenkívül szerepel feldolgozás az akkoriban még kevésbé ismert Flash and the Pantől (Walking in the Rain), Bill Witherstől (Use Me) és Stingtől (Demolition Man). A legnagyobb slágerek egyike szintén feldolgozás: az I’ve Seen That Face Before (Libertango) az argentin tangókirály, Ástor Piazzolla egyik szerzeményének átirata, mely fontos zenei motívum lett Roman Polański Őrület című 1988-as thrillerjében is. A másik nagy sláger a kifejezetten Grace számára írt Pull Up to the Bumper. Ez a dal az ezredfordulón újra népszerű lett a Funkstar De Luxe remixének köszönhetően. 2006-ban jelent meg a The Grace Jones Story című válogatásalbum a Universal Music kiadásában. A kiadványon olyan információ szerepelt, hogy a 25 éves jubileumra, 2006 májusára kétlemezes CD-n jelenik meg a Nightclubbing. A bónuszlemezen olyan 1981-es kis- és maxilemezek kaptak volna helyet, melyek nem szerepeltek a Compass Point Studios-korszakot összefoglaló Private Life: The Compass Point Session című, ritkaságokat tartalmazó 1998-as válogatáslemezen sem. Így például kétféle mix a Walking in the Rainből, háromféle a Pull Up to the Bumperből (+ a Compass Point All Starsszal felvett variáció, a Peanut Butter), kétféle a Feel Upból, valamint az I’ve Seen That Face Before (Libertango) maxiváltozata és spanyol nyelvű verziója, az Esta Cara Me Es Conocida. Ismeretlen okokból ez a jubileumi kiadás végül nem jelent meg.

## A dalok

### „A” oldal
1. Walking in the Rain (Harry Vanda – George Young) – 4:18
2. Pull Up to the Bumper (Koo Koo Baya – Grace Jones – Dana Mano) – 4:41
3. Use Me (Bill Withers) – 5:04
4. Nightclubbing  (David Bowie – James Osterberg) – 5:06

### „B” oldal
1. Art Groupie (Barry Reynolds – Grace Jones) – 2:39
2. I’ve Seen That Face Before (Libertango) (Ástor Piazzolla – Barry Reynolds – Dennis Wilkey – Nathalie Delon) – 4:30
3. Feel Up (Grace Jones) – 4:03
4. Demolition Man (Sting) – 4:03
5. I’ve Done It Again (Barry Reynolds) – 3:51

## Közreműködők
- Grace Jones (ének)
- Masai Delon (ének)
- Tyrone Downie (billentyűs hangszerek, ének)
- Wally Badarou (billentyűs hangszerek)
- Mel Speller (ütős hangszerek, ének)
- Uziah „Sticky” Thompson (ütős hangszerek)
- Sly Dunbar (dobok)
- Monte Browne (gitár)
- Mikey Chung (gitár)
- Barry Reynolds (gitár)
- Jess Roden (gitár)
- Robbie Shakespeare (basszusgitár)
- Jack Emblow (harmonika)
- Chris Blackwell (producer, keverés)
- Alex Sadkin (producer, keverés)
- Jean-Paul Goude (borítóterv, frizura és smink)
- Alex Sadkin (hangmérnök)
- Benji Armbrister (segédhangmérnök)
- Ted Jensen (maszterelés)
- Giorgio Armani (öltözet)

## Különböző kiadások

### LP
- 1981 Island Records (ISL 9624, Kanada)
- 1981 Island Records (203 481, Hollandia)
- 1981 Island Records (ILPS 9624, Anglia)
- 1981 Island Records (203 481-320, NSZK)
- 1981 Island Records (ILPS 9624, Egyesült Államok)
- 1981 Island Records (6313 167, Franciaország)
- 1981 Island Records (1-203481, Spanyolország)
- 1983 Island Records / Oasis Record Co. (OLW-244, Dél-Korea)
- 1990 Island Records (253 481, Németország)
- 1990 Island Records (90 093-2, Németország)

### Kazetta
- 1981 Island Records (ISMC 9624, Kanada)

### CD
- 1989 Island Masters (IMCD 17, Anglia)
- 1990 Island Records (CID 9624, Németország)
- 1990 Island Records (422 842 368-2, Egyesült Államok)
- 1992 Island Records (ITSCD 4, Anglia: dupla CD, az első lemez a Warm Leatherette)

## Kimásolt kislemezek

### Kislemezek
- 1981 Demolition Man / Warm Leatherette (Island Records, WIP 6673, Anglia)
- 1981 I’ve Seen That Face Before (Libertango) / Demolition Man (Island Records, 103 184, NSZK)
- 1981 I’ve Seen That Face Before (Libertango) / Demolition Man (Island Records, 103.184, Hollandia)
- 1981 I’ve Seen That Face Before (Libertango) / I’ve Seen That Face Before (Libertango) (Spanish Version) (Island Records, WIP 6700, Anglia)
- 1981 I’ve Seen That Face Before (Libertango) / Warm Leatherette (Island Records, 103 030, NSZK)
- 1981 I’ve Seen That Face Before (Libertango) / Warm Leatherette (Island Records, 6010 340, Franciaország)
- 1981 Pull Up to the Bumper / Feel Up (Island Records, 103.337, Hollandia)
- 1981 Pull Up to the Bumper / Feel Up (Island Records, 6010 457, Franciaország, promóciós lemez)
- 1981 Pull Up to the Bumper / Breakdown (Island Records, IS 49697, Egyesült Államok)
- 1981 Walking in the Rain (Edited Version) / Peanut Butter (a Compass Point All Stars felvétele) (Festival Records, K 8546, Ausztrália, korlátozott példányszámban)
- 1981 Walking in the Rain / Pull Up to the Bumper (Island Records, 103 701, NSZK)
- 1985 Pull Up to the Bumper / La Vie en Rose (Island Records, 107 876, NSZK)
- 1985 Pull Up to the Bumper / La Vie en Rose (Island Records, IS 240, Anglia)

### Maxik
- 1981 Demolition Man / Bullshit (Island Records, 12WIP 6673, Anglia)
- 1981 Feel Up / Walking in the Rain (Island Records, PRO-A-985, Egyesült Államok, promóciós lemez)
- 1981 I’ve Seen That Face Before (Libertango) / Pull Up to the Bumper (Island Records, 600 366, NSZK)
- 1981 I’ve Seen That Face Before (Libertango) / Pull Up to the Bumper (Island Records, 600 366, Hollandia)
- 1981 I’ve Seen That Face Before (Libertango) / Warm Leatherette (Island Records, 6010 363, Franciaország)
- 1981 Pull Up to the Bumper / Feel Up (Island Records, 12WIP 6696, Anglia)
- 1981 Pull Up to the Bumper (Album Version) / Pull Up to the Bumper (Party Version) (Island Records, PRO-A-936, Egyesült Államok, promóciós lemez)
- 1981 Walking in the Rain / Pull Up to the Bumper (Remixed Version) / Peanut Butter (a Compass Point All Stars felvétele) (Island Records, 600 459, NSZK)
- 1981 Walking in the Rain (Remixed Version) / Pull Up to the Bumper (Remixed Version) (Island Records, 12WIP 6739, Anglia)
- 1981 Walking in the Rain (Edited Version) / Peanut Butter (a Compass Point All Stars felvétele) / Feel Up (Extended Version) (Festival Records, X 13079, Ausztrália, korlátozott példányszámban)
- 1981 Walking in the Rain (Remixed Version) / Walking in the Rain / Pull Up to the Bumper / Feel Up (Island Records, IDSX 1210, Kanada)
- 1985 Love Is the Drug (Vocal) / Demolition Man (Vocal) (Island Records, 0-96860, Egyesült Államok)
- 1985 Pull Up to the Bumper (Remix) / La Vie en Rose / Nipple to the Bottle (Island Records, 602 138, NSZK)
- 1985 Pull Up to the Bumper (Remix) / La Vie en Rose / Nipple to the Bottle (Island Records, 12 IS 240, Anglia)
- 1985 Pull Up to the Bumper (Remix) / La Vie en Rose / Nipple to the Bottle (Island Records, 12 ISP 240, Anglia, képlemez)
- 1985 Pull Up to the Bumper (Remix) / La Vie en Rose / Nipple to the Bottle (Festival Records, X 14 270, Ausztrália)
- 1986 Grace Jones Musclemix / Pull Up to the Bumper (Remix) / Nipple to the Bottle (Island Records, IS 1089, Kanada)
- 1986 Private Life (Remix) / My Jamaican Guy (Remix) / Feel Up / She’s Lost Control (Island Records, 12 IS 273, Anglia)
- 1986 Private Life (Remix) / My Jamaican Guy (Remix) / Feel Up / She’s Lost Control (Island Records, 608 327, NSZK)

## Az album slágerlistás helyezései
- Anglia: 1981. május. Legmagasabb pozíció: 35. hely
- Egyesült Államok, Billboard Black Albums: 1981. Legmagasabb pozíció: 9. hely
- Egyesült Államok, Billboard Pop Albums: 1981. Legmagasabb pozíció: 32. hely
- Norvégia: 1981. A 26. héttől 17 hétig. Legmagasabb pozíció: 19. hely
- NSZK: 1981. Legmagasabb pozíció: 8. hely
- Svédország: 1981. május 22-től 9 hétig. Legmagasabb pozíció: 4. hely

## Legnépszerűbb slágerek
- Pull Up to the Bumper

Anglia: 1986. január 11-étől 7 hétig. Legmagasabb pozíció: 12. hely
  
Egyesült Államok, Billboard Black Singles: 1981. Legmagasabb pozíció: 5. hely

Egyesült Államok, Billboard Club Play Singles: 1981. Legmagasabb pozíció: 2. hely

NSZK: 1986. február 17-étől 9 hétig. Legmagasabb pozíció: 26. hely
- I’ve Seen That Face Before (Libertango)

NSZK: 1981. augusztus 10-étől 25 hétig. Legmagasabb pozíció: 16. hely

Svájc: 1981. szeptember 13-ától 5 hétig. Legmagasabb pozíció: 9. hely

Svédország: 1981. július 3-ától 1 hétig. Legmagasabb pozíció: 20. hely
- Walking in the Rain

NSZK: 1981. december 7-étől 8 hétig. Legmagasabb pozíció: 67. hely
- Demolition Man

## Külső hivatkozások
- Dalszöveg: Walking in the Rain
- Dalszöveg: Pull Up to the Bumper
- Dalszöveg: Use Me
- Dalszöveg: Nightclubbing
- Dalszöveg: Art Groupie
- Dalszöveg: I’ve Seen That Face Before (Libertango)
- Dalszöveg: Feel Up
- Dalszöveg: Demolition Man
- Dalszöveg: I’ve Done It Again
- Videó: Walking in the Rain
- Videó: Pull Up to the Bumper
- Videó: I’ve Seen That Face Before (Libertango)
- Videó: I’ve Seen That Face Before (Libertango) (másik klip)
- Videó: Demolition Man